# Гришаи
Гришаи (укр. Гришаї) — село,
Добровольский сельский совет,
Васильковский район,
Днепропетровская область,
Украина.
Код КОАТУУ — 1220784403. Население по переписи 2001 года составляло 356 человек.

## Географическое положение
Село Гришаи находится в 2-х км от села Лысая Балка,
в 3-х км от села Бровки и в 3,5 км от села Артёмовка.
По селу протекает пересыхающий ручей с запрудой.

## Экономика
- Молочно-товарная ферма.